# Viaggi nel tempo e leggende metropolitane
Sono molteplici i resoconti riportati dalla stampa o diffusi online di persone che avrebbero viaggiato nel tempo o di macchinari utilizzati per farlo. Molto spesso, questi resoconti si sono rivelati bufale oppure basati su presupposti errati, informazioni incomplete o interpretazioni di finzione come fatti, e molti di essi sono ormai riconosciuti come leggende metropolitane.

## Presunti viaggiatori del tempo

### Charlotte Anne Moberly e Eleanor Jourdain (1911)

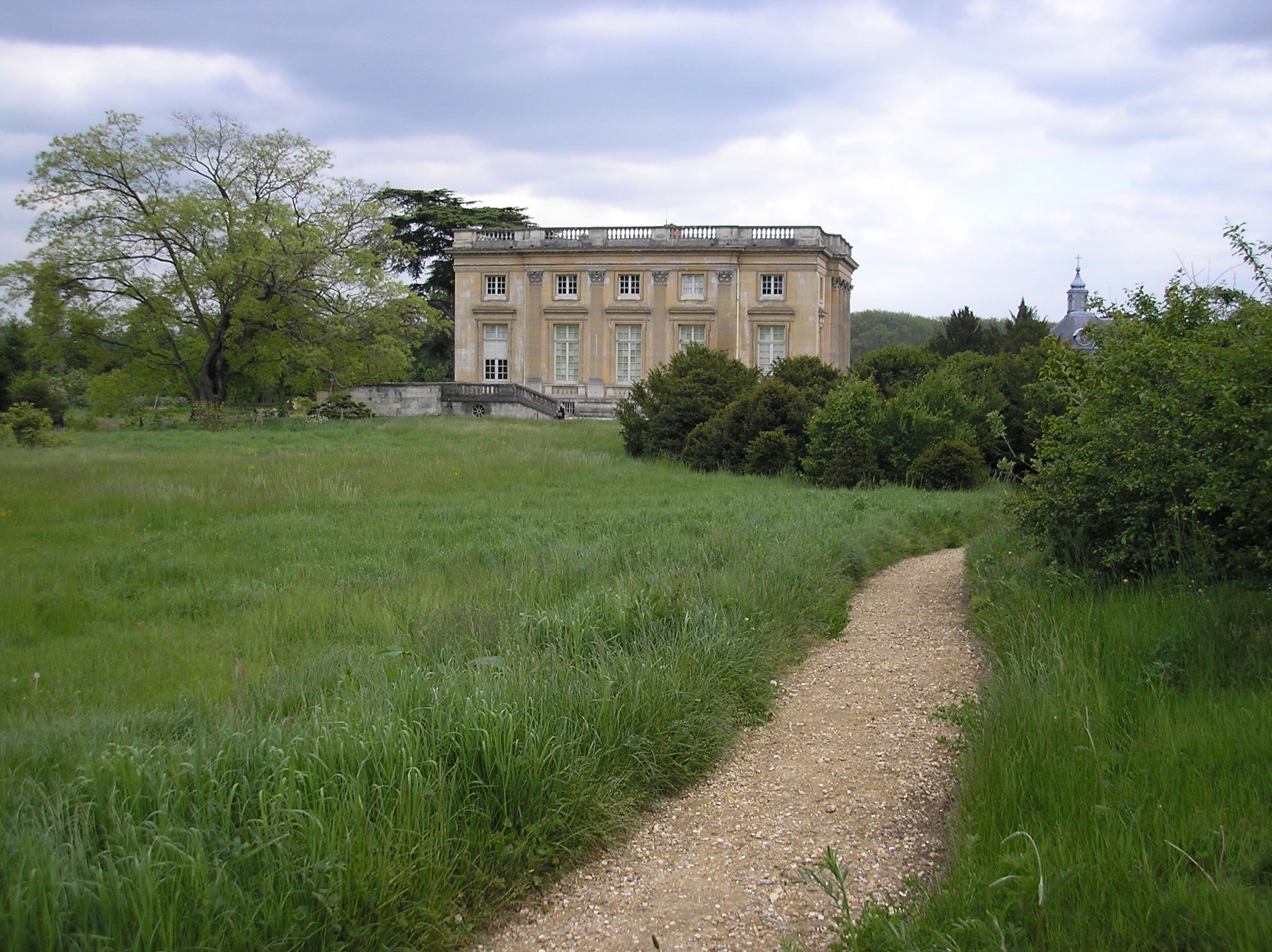
Il Petit Trianon nel 2005, dove presumibilmente si sarebbero verificate le apparizioni

Nel 1911, Charlotte Anne Moberly (1846-1937) ed Eleanor Jourdain (1863-1924) pubblicarono un libro intitolato Un'Avventura (in inglese An Adventure), sotto gli pseudonimi di "Elizabeth Morison" e "Frances Lamont". Descrissero una visita al Petit Trianon, una piccola tenuta nel parco della Reggia di Versailles, dove affermarono di aver visto vari fantasmi, tra cui quello di Maria Antonietta d'Asburgo-Lorena. La loro storia fece scalpore e fu oggetto di grande scherno.

### "Il viaggiatore nel tempo di Chaplin" (1928)
Nell'ottobre del 2010, il regista nordirlandese George Clarke caricò su YouTube un videoclip intitolato "Il Viaggiatore del Tempo di Chaplin" (in inglese Chaplin's Time Traveller) in cui analizzava il materiale bonus presente in un DVD del film del 1928 "Il Circo" di Charlie Chaplin, includendo anche le riprese della première del film a Los Angeles, al TCL Chinese Theatre. A un certo punto nel filmato si vede una donna camminare tenendo un oggetto all'orecchio che, secondo Clarke, attraverso un esame più attento sembra un dispositivo sottile e nero, simile ad un cellulare, concludendo che la donna fosse una viaggiatrice nel tempo. La clip ricevette milioni di visualizzazioni e fu oggetto di numerosi servizi giornalistici televisivi.

### Un "hipster" all'inaugurazione del South Fork Bridge (1941)

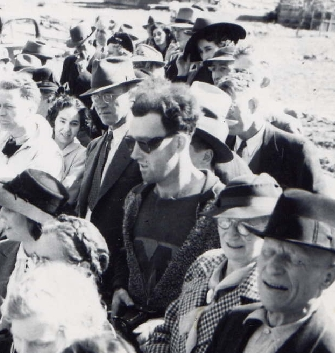
L'ipotetico hipster (l'uomo con gli occhiali al centro) durante l'inaugurazione

In una fotografia del 1941, di autenticità genuina, scattata in occasione della riapertura del South Fork Bridge a Gold Bridge, nella Columbia Britannica, mostra un ipotetico viaggiatore del tempo hipster, con abiti e occhiali da sole troppo moderni e non nello stile degli anni '40 e con macchina fotografica anacronisticamente piccola in confronto a quelle dell'epoca.
Ulteriori ricerche hanno suggerito che l'aspetto attuale dell'uomo non sarebbe stato necessariamente fuori luogo, infatti il modello di occhiali da sole indossato apparse per la prima volta negli anni '20. A prima vista, molti pensano che l'uomo indossi una maglietta stampata, ma con uno sguardo più attento sembra un maglione con uno stemma cucito sopra, il tipo di abbigliamento spesso indossato dalle squadre sportive dell'epoca. La maglia ricorda quella utilizzata dai Montreal Maroons, una squadra di hockey su ghiaccio. Il resto dei suoi vestiti sarebbero stati comunque disponibili in quel periodo, anche se molto più "casual" di quelli indossati dalle altre persone nella foto.
Per quanto riguarda la macchina fotografica, effettivamente è più piccola della maggior parte di quelle di quell'epoca, ma già in quel periodo ne esistevano di quelle dimensioni. Non si conosce a quale marca appartenesse, anche se Kodak aveva prodotto macchine fotografiche portatili di dimensioni equivalenti dal 1938.
Il "Time Traveling Hipster" è diventato un caso di studio sui fenomeni virali di Internet che è stato presentato alla conferenza al MuseWeb del 2011.

### Rudolf Fentz (1951)
La storia di Rudolph Fentz è una leggenda metropolitana dei primi anni '50, da allora riproposta come riproduzione di fatti e presentata come prova dell'esistenza del viaggio nel tempo. La leggenda racconta che a New York, nel 1951, un uomo che indossava abiti del XIX secolo fu investito da un'auto. Le indagini successive rivelarono che l'uomo era scomparso senza lasciare traccia nel 1876. Gli oggetti in suo possesso suggerivano che avesse viaggiato direttamente nel tempo dal 1876 al 1951.
Il folklorista Chris Aubeck ha indagato la storia e ha scoperto che ha avuto origine in un libro di fantascienza dal titolo "Una Voce dalla Galleria (in inglese A Voice from the Gallery) di Ralph M. Holland del 1953, che aveva ripreso dal racconto di Jack Finney "Sono spaventato" (in inglese I'm Scared) del 1951.

### Mike "Madman" Marcum (1995)
Nel 1995, un invitato del programma radiofonico Coast to Coast AM di Art Bell di nome Mike Marcum, affermò di aver scoperto un mezzo per viaggiare nel tempo utilizzando la ionizzazione dei gas. Dopo aver realizzato in piccolo il macchinario, nel tentativo di costruire una versione più grande ammise di aver rubato diversi trasformatori di potenza dalla compagnia elettrica locale, la St. Joseph Light and Power di King City, Missouri, usandoli per alimentare la sua "macchina del tempo". Il furto, però, causò un blackout locale che attirò l'attenzione delle autorità. I registri della polizia hanno confermato che era stato arrestato per questo furto e condannato a 60 giorni di carcere, più una pena sospesa.
Nel 1996 telefonò nuovamente alla trasmissione radiofonica, affermando che stava costruendo una seconda "macchina del tempo" legalmente e che mancavano 30 giorni al completamento, di aver inviato circa 200 oggetti e piccoli animali attraverso questo dispositivo e che lo avrebbe utilizzato lui stesso. Nel 1997 Mike Marcum scomparve misteriosamente e la sua assenza diede il via all'origine di numerose teorie e leggende metropolitane.

### John Titor (2000-2001)
Tra il 2000 e il 2001, un utente di una bacheca online che si identificava come John Titor divenne famoso perché sosteneva di essere un viaggiatore del tempo proveniente dal 2036 e impegnato in una missione militare. Nelle sue dichiarazioni sosteneva che l'interpretazione dei molti mondi fosse corretta e di conseguenza che ogni paradosso del viaggio nel tempo fosse impossibile, affermando che molti eventi accaduti fino alla sua epoca si sarebbero effettivamente verificati in questa linea temporale. Tra queste, una devastante guerra civile negli Stati Uniti nel 2008, seguita da una breve terza guerra mondiale nucleare nel 2015, che secondo lui avrebbe ucciso 3 miliardi di persone.
Negli anni successivi ai suoi ultimi post e alla scomparsa nel 2001, il mancato avveramento delle sue specifiche previsioni fece diminuire la sua popolarità. La critica ha evidenziato i difetti nei racconti di Titor e le indagini hanno suggerito che il suo personaggio potrebbe essere una bufala e una creazione di due fratelli, originari della Florida.
La storia è stata raccontata su numerosi siti web, in un libro, nella visual novel/anime giapponese Steins;Gate e in un'opera teatrale. Potrebbe anche essere stato discusso occasionalmente nel programma radiofonico Coast to Coast AM. Da questo punto di vista, la storia di Titor potrebbe essere unica in termini di ampio appeal da parte di un mezzo originariamente limitato, un forum di discussione su Internet.

### Robert J. Todino, alias Bob White/Tim Jones (2001-2003)
Una persona sconosciuta iniziò ad inviare un numero imprecisato di email spam tra il 2001 e il 2003 con oggetto la richiesta di un individuo che stava cercando qualcuno che potesse fornire un "generatore di curvatura dimensionale". In alcuni casi, affermava di essere un viaggiatore del tempo bloccato nel 2003, e in altri di cercare le parti solo da altri viaggiatori del tempo.  Molti destinatari iniziarono a rispondere sostenendo di essere in possesso di attrezzature.
Dave Hill, uno di loro, decise di aprire un negozio online dal quale il viaggiatore del tempo avrebbe acquistato i componenti richiesti, mentre un altro Dave iniziò a chiedere migliaia di dollari per "corsi" di viaggio nel tempo prima di vendere l'hardware richiesto.
Proprio il nome "Bob White", pseudonimo dato all'individuo sconosciuto, nacque quando il secondo Dave rispose ad una mail utilizzando un riferimento ai "Bobwhites" delle storie di Trixie Belden. Poco dopo la persona venne identificata come lo spammer professionista Robert J. Todino (noto come "Robby"). I tentativi di Todino di viaggiare nel tempo erano una convinzione seria e, sebbene lui credesse di essere "perfettamente stabile mentalmente", suo padre era preoccupato che coloro che rispondevano alle sue mail stessero approfittando dei problemi psicologici di Todino.

### Andrew Carlssin (2003)
Andrew Carlssin sarebbe stato arrestato nel marzo 2003 per violazioni della Securities and Exchange Commission, per aver effettuato 126 operazioni azionarie ad alto rischio e aver avuto successo in ognuna di esse. Come riportato, Carlssin ha iniziato con un investimento iniziale di 800 dollari, per poi concludere con oltre 350 milioni di dollari, il che ha attirato l'attenzione della SEC. I rapporti successivi suggeriscono che, dopo il suo arresto, abbia presentato una confessione di quattro ore in cui affermava di essere un viaggiatore del tempo proveniente da 200 anni nel futuro. Si offrì di rivelare agli investigatori informazioni come il luogo in cui si trovava Osama bin Laden e la cura per l'AIDS in cambio di una punizione minore e di poter tornare alla sua nave spaziale, sebbene si rifiutò di rivelare agli investigatori la posizione o il funzionamento della sua nave. Un uomo misterioso pagò la cauzione e Carlssin fu programmato per l'udienza in tribunale, ma non fu mai più visto; i registri mostrano che non è mai esistito.
La storia di Carlssin è probabilmente nata come pezzo di fantasia su Weekly World News, un giornale satirico, ed è stata poi ripresa da Yahoo! News, dove la sua natura fittizia è diventata meno evidente. Ben presto la notizia venne riportata come un fatto da altri giornali e riviste, favorendo la diffusione del passaparola attraverso le caselle di posta elettronica e i forum, portando a descrizioni molto più dettagliate degli eventi.

### Håkan Nordkvist (2006)
In un video del 2006 si vede un uomo svedese di nome Håkan Nordkvist che afferma di essere stato accidentalmente trasportato nel 2046 mentre cercava di riparare il lavandino della sua cucina. Lì, nel futuro, incontrò subito qualcuno che rivelò e dimostrò di avere circa 70 anni e con il quale si divertì. Nordkvist si filmò con l'individuo sconosciuto mentre sorridevano, si abbracciavano e mostravano il loro rispettivo tatuaggio sul braccio destro.
La storia si rivelò essere una campagna pubblicitaria che promuoveva i piani pensionistici della compagnia assicurativa francese Autorité des Marchés Financiers.

## Presunta tecnologia di viaggio nel tempo

### Die Glocke
Die Glocke (in italiano La Campana) è una presunta macchina del tempo nazista che si suppone facesse parte di un disco volante.

### Il Cronovisore
Il cronovisore sarebbe un ipotetico visore nel tempo inventato da Padre Pellegrino Ernetti (Rocca Santo Stefano, 1925 – Isola di San Giorgio, 1994), monaco benedettino.

### Macchina del tempo iraniana
Nell'aprile 2013, l'agenzia di stampa iraniana Fars pubblicò un articolo secondo cui uno scienziato iraniano di 27 anni avrebbe inventato una macchina del tempo che consentiva alle persone di vedere nel futuro. Pochi giorni dopo, la storia è stata rimossa e sostituita con una storia che citava un funzionario del governo iraniano secondo cui nessun dispositivo del genere era stato registrato.

### Esperimento di Filadelfia e Progetto Montauk

#### Esperimento di Filadelfia

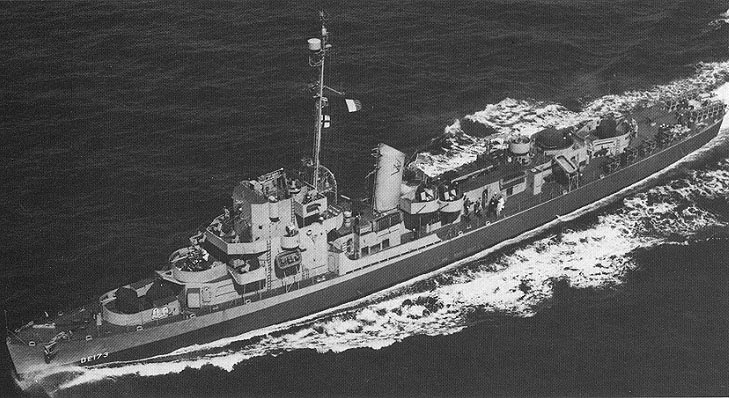
La USS Eldridge, 1944 ca.

L'esperimento di Filadelfia (in inglese Philadelphia Experiment) è il nome dato a un esperimento militare navale che fu presumibilmente condotto presso il Philadelphia Naval Shipyard di Filadelfia, Pennsylvania, intorno al 28 ottobre 1943. Si sostiene che il cacciatorpediniere di scorta dello US Navy, la USS Eldridge, dovesse essere reso invisibile (o "occultato") ai nemici. L'esperimento è anche noto come Progetto Arcobaleno. Alcuni resoconti sostengono che la nave da guerra abbia viaggiato indietro nel tempo per circa 10 secondi; tuttavia, la cultura popolare ha rappresentato salti temporali molto più grandi.
La storia è ampiamente considerata una bufala. Lo US Navy sostiene che nessun esperimento del genere è avvenuto e i dettagli della storia contraddicono i fatti ben consolidati della USS Eldridge, così come le leggi della fisica.

#### Progetto Montauk
Si sostiene che il Progetto Montauk fosse una serie di progetti segreti del governo degli Stati Uniti condotti a Camp Hero o alla Montauk Air Force Station di Montauk, Long Island, allo scopo di condurre ricerche su fenomeni esotici, tra cui i viaggi nel tempo. Jacques Vallée descrive le accuse del Progetto Montauk come una conseguenza delle storie sull'Esperimento di Filadelfia.

## Presunti oggetti viaggiati nel tempo

### Cellulare nel dipinto Die Erwartete (1860)

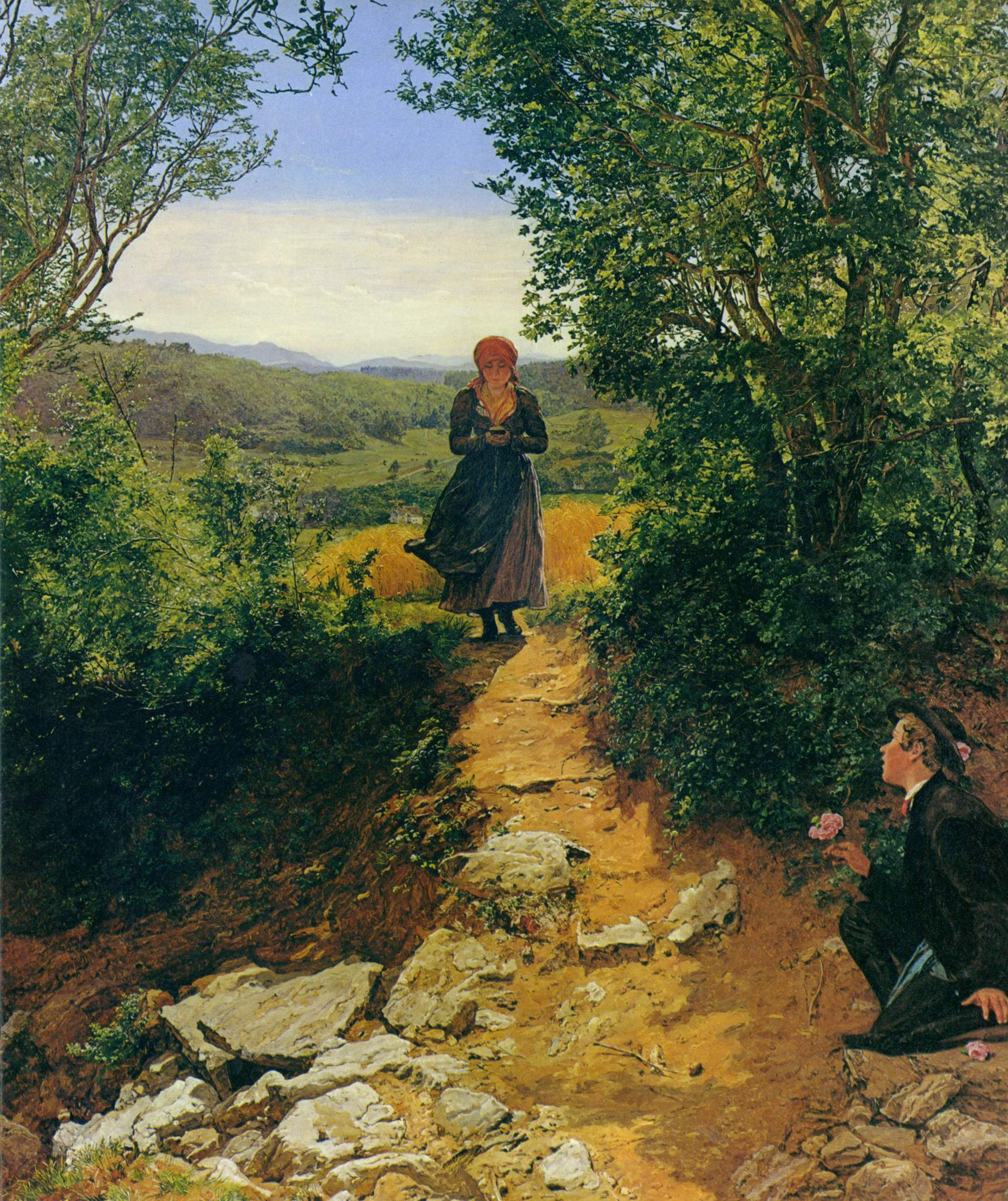
Ferdinand Georg Waldmüller, Die Erwartete, olio su tela (1860)

Alcuni lettori online hanno affermato che un dipinto del 1860 dell'artista austriaco Ferdinand Georg Waldmüller intitolato Die Erwartete (in italiano L'attesa) raffigurava una donna che teneva in mano un cellulare e lo fissava mentre passeggiava lungo un sentiero di campagna. Tuttavia, i critici d'arte hanno smentito queste affermazioni e hanno affermato che il presunto dispositivo sia in realtà un libro di preghiere.

### Dispositivo mobile (1943)
Una fotografia del 1943 di autenticità genuina, caricata su Twitter nel novembre 2018 dall'artista Stuart Humphryes, mostra alcuni vacanzieri sulla spiaggia di Towan, a Newquay in Cornovaglia, dove è possibile vedere un signore utilizzare un dispositivo mobile anacronistico, simile ad un cellulare. Questo tweet è stato ripreso da vari media, tra cui Fox News negli Stati Uniti, Daily Mirror nel Regno Unito e da siti web di media come LADbible, ottenendo così una copertura globale (Russia, Iran, Taiwan, Ungheria, Cina e Vietnam). Humphryes ha sempre respinto le teorie sul viaggio nel tempo, affermando che l'uomo in questione stava probabilmente solo rollando una sigaretta.